# Mike Figgis

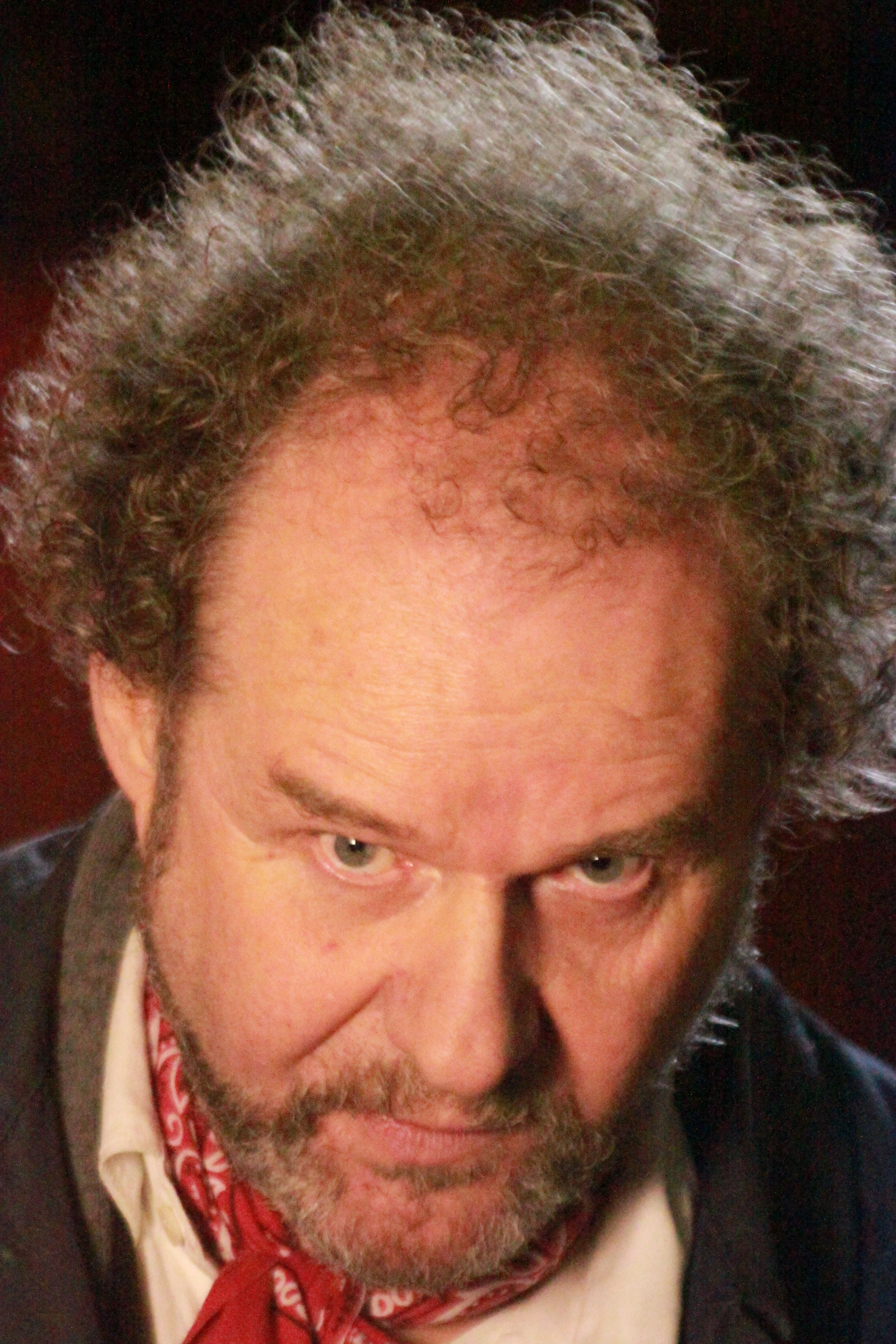
Mike Figgis

Michael Figgis (Carlisle, Cúmbria, 28 de Fevereiro de 1948) é um diretor, roteirista e compositor britânico.

## Filmografia
- 2004 - Co/Ma
- 2003 - Cold creek manor
- 2002 - Ten minutes older: The cello
- 2001 - The Battle of Orgreave
- 2001 - Hotel (filme)
- 2000 - Timecode
- 1999 - Miss Julie
- 1999 - The Loss of Sexual Innocence
- 1997 - Flamenco women
- 1997 - One Night Stand
- 1995 - Leaving Las Vegas
- 1994 - The Browning version
- 1993 - Mr. Jones
- 1991 - Liebestraum
- 1991 - Women & Men 2: In love there are no rules (TV)
- 1990 - Internal affairs
- 1988 - Stormy Monday
- 1984 - The House (TV)

## Prémios e nomeações
- Recebeu uma nomeação ao Óscar de Melhor Realizador, por "Leaving Las Vegas" (1995).
- Recebeu uma nomeação ao Óscar de Melhor Argumento Adaptado, por "Leaving Las Vegas" (1995).
- Recebeu uma nomeação ao Globo de Ouro de Melhor Realizador, por "Leaving Las Vegas" (1995).
- Recebeu uma nomeação ao BAFTA de Melhor Argumento Adaptado, por "Leaving Las Vegas" (1995).
- Ganhou o Independent Spirit Awards de Melhor Realizador, por "Leaving Las Vegas" (1995).
- Recebeu uma nomeação ao Independent Spirit Awards, na categoria de Melhor Argumento, por "Leaving Las Vegas" (1995).